# Wonder (boek)
Wonder is een jeugdboek uit 2012, de debuutroman van de Amerikaanse auteur R.J. Palacio. 

## Achtergrond
R.J. Palacio schreef Wonder na een incident waarbij haar zoon een meisje met een ernstig gezichtsverschil opmerkte en begon te huilen. Palacio probeerde haar zoon weg te halen om het meisje en haar familie niet van streek te maken, maar uiteindelijk verslechterde de situatie. Het gelijknamige lied van Natalie Merchant uit 1995 deed haar beseffen dat het incident een waardevolle les zou kunnen zijn. Palacio werd geïnspireerd door de teksten van Merchant en begon te schrijven. Ze noemde het boek naar het nummer en gebruikte het refrein van het lied als de proloog van het eerste hoofdstuk. De roman werd vertaald in 29 talen 

## Verhaal
Augustus "Auggie" Pullman is een jongetje dat is geboren met een misvormd gezicht en om die reden is hij heel erg beschermd opgevoed. Kinderen kunnen wreed zijn, dat is de les die hij heeft meegekregen. 

## Prijzen
Wonder stond meer dan vijf jaar op rij op de New York Times-bestsellerlijst (met meer dan 140 weken als #1). Het boek was de winnaar van de Maine Student Book Award 2014, Vermont's Dorothy Canfield Fisher Children's Book Award 2014, de Mark Twain Award 2015, Hawaii's 2015 Nene Award en de Junior Young Reader's Choice Award 2015. In Illinois won het in 2014 zowel de Bluestem Award als de Caudill Award.
De Nederlandstalige uitgave was winnaar van de Kinder en Jeugdjury - 12 tot 14 jaar 2015.

## Spin-offs en adaptaties
Er werden verschillende spin-offs uitgebracht, waaronder het kalenderboek 365 Days of Wonder: Mr. Browne's Book of Precepts, Auggie and Me en We're All Wonders (kort prentenboek).
Het boek werd verfilmd in 2017 onder regie van Stephen Chbosky met Jacob Tremblay, Julia Roberts en Owen Wilson in de hoofdrollen. 